# Karl Max Liniger
Karl Max Liniger (Berna, 6 giugno 1901 – Ginevra, 1965) è stato un esperantista svizzero. Fu presidente della Ĝeneva UEA.
Nel 1936 Liniger guidò il Comitato Provvisorio dell'UEA e nel 1939 divenne presidente del Direttivo, nonostante in principio fosse delegato dell'UEA di Berlino. Il suo successore fu Hans Hermann Kürsteiner, eletto nel 1940.
Quando nel 1947 la Ĝeneva UEA e l'Internacia Esperanto-Ligo si fonderono, Liniger, già membro onorario della Ĝeneva UEA dal 1940, diventò presidente onorario della nuova organizzazione.